# Bannière d'Uxin
Pour les articles homonymes, voir Wushen.
La bannière d'Uxin (chinois simplifié : 乌审旗 ; chinois traditionnel : 烏審旗 ; pinyin : wūshěn qí ; mongol : ᠦᠦᠰᠢᠨ
ᠬᠣᠰᠢᠭᠤ, VPMC : Üüsin qosiɣu, cyrillique : Үүсин қосиу) est une subdivision administrative de la région autonome de Mongolie-Intérieure en Chine. Elle est placée sous la juridiction de la ville-préfecture d'Ordos.

## Démographie
La population de la bannière était de 92 831 habitants en 1999.

## Monuments
- Temple du Sülde blanc (mongol : ᠴᠠᠭᠠᠨ

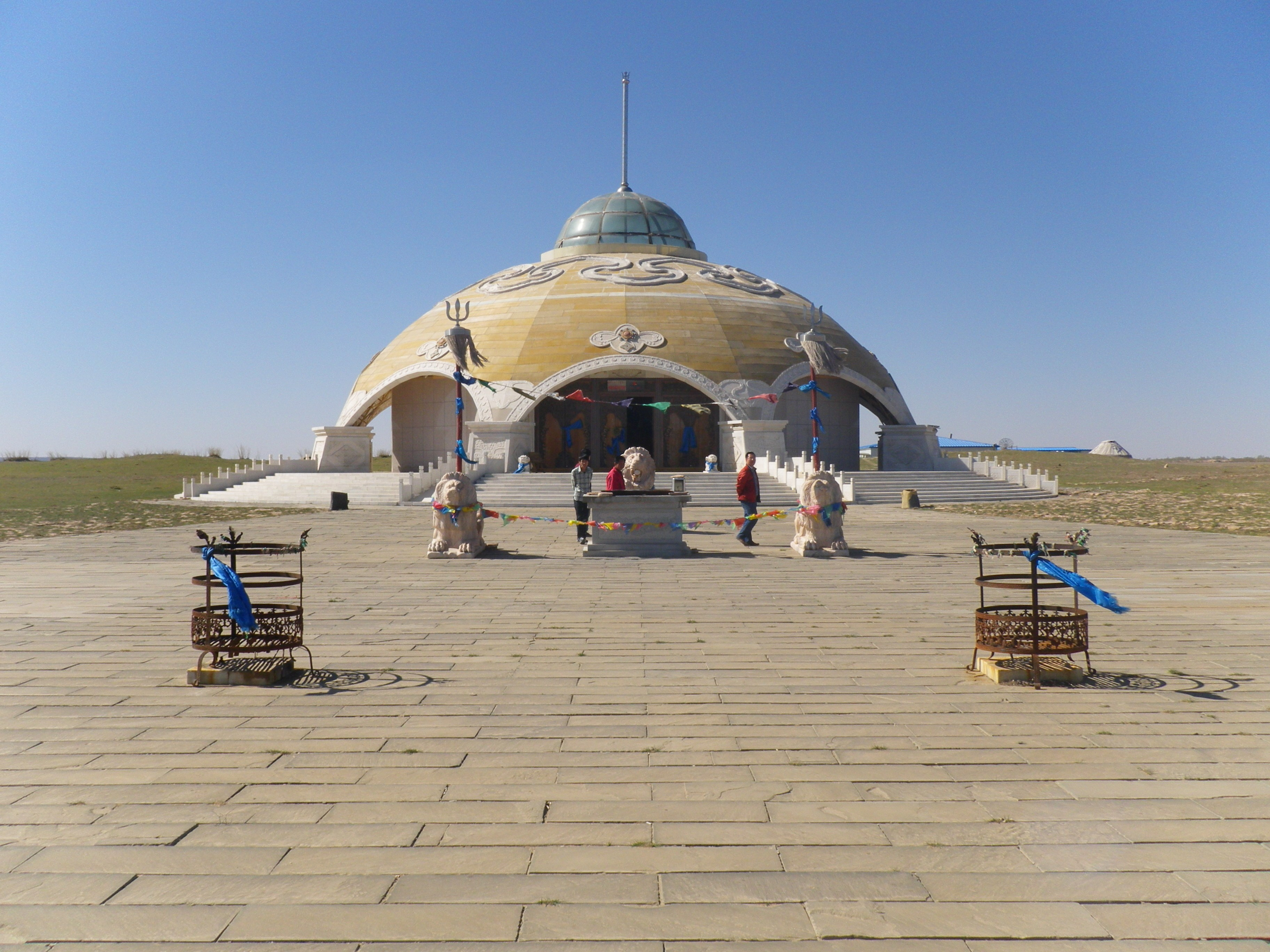
Temple du Sülde blanc

ᠰᠦᠯᠳᠡ, VPMC : chagan sülde, cyrillique : цагаан сүлд, MNS : tsagaan süld), dédié à l'âme Gengis Khan, dans le soum de Sülde (zh) (chinois : 苏力德苏木 ; mongol : ᠰᠦᠯᠳᠡ
ᠰᠤᠮᠤ, VPMC : sülde sumu).